# Stortjärnen (Säbrå socken, Ångermanland, 695825-159645)
Stortjärnen är en sjö i Härnösands kommun i Ångermanland och ingår i Ångermanälven-Gådeåns kustområde. Sjön har en area på 0,135 kvadratkilometer och ligger 160,3 meter över havet.

## Delavrinningsområde
Stortjärnen ingår i det delavrinningsområde (695808-159612) som SMHI kallar för Utloppet av Stortjärnen. Medelhöjden är 182 meter över havet och ytan är 0,58 kvadratkilometer. Räknas de 2 avrinningsområdena uppströms in blir den ackumulerade arean 1,71 kvadratkilometer. Vattendraget som avvattnar avrinningsområdet har biflödesordning 2, vilket innebär att vattnet flödar genom totalt 2 vattendrag innan det når havet efter 13 kilometer. Avrinningsområdet består mestadels av skog (77 procent). Avrinningsområdet har 0,13 kvadratkilometer vattenytor vilket ger det en sjöprocent på 23,2 procent.